# Colilia

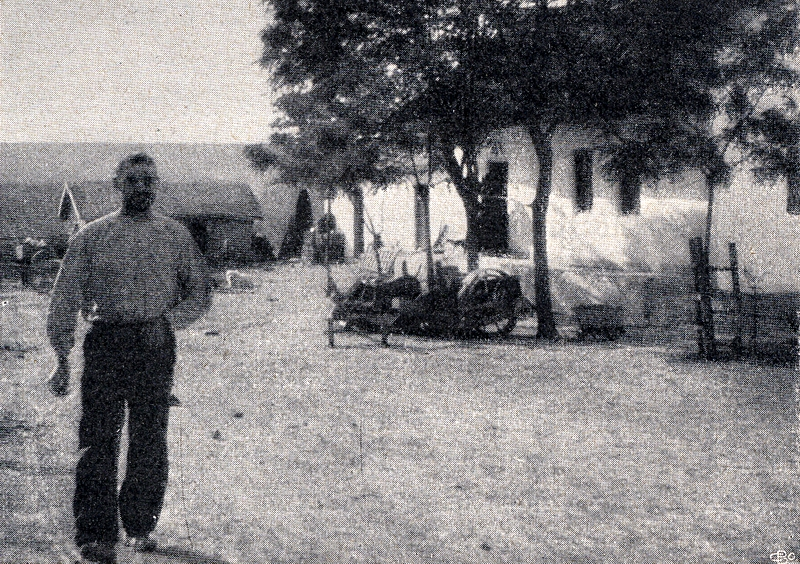
Un german din Culelia în 1909

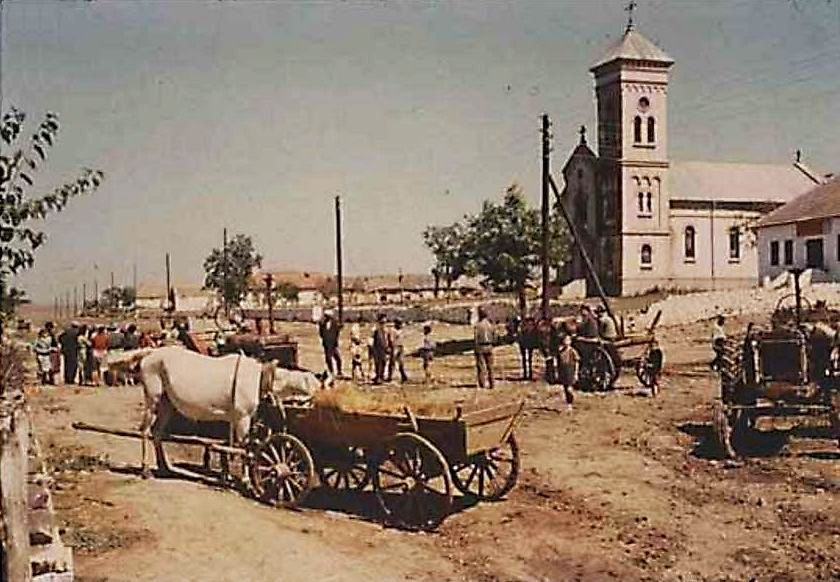
Biserica și satul cum arătau în 1955

Colelia (alternativ Culelia sau Colilia) a fost un sat din Dobrogea, acum dispărut, care era situat între Cogealac și Grădina. A fost înființat în 1880 și populat până în 1940 de germani dobrogeni, când purta numele german de Colelie, Kolelie sau Kulelie.
După strămutarea germanilor în Al Treilea Reich, din 1940, satul a rămas cvasidepopulat. În anul 1945, Colelia a fost repopulată cu români și aromâni, care au fost împroprietăriți cu terenurile și casele deja existente. Biserica romano-catolică, ce fusese ridicată de germani în 1934, ajunsese la un moment dat să fie folosită ca grajd de către localnici. După căderea regimului comunist, clădirea bisericii aflată într-o stare accentuată de degradare a fost preluată de Biserica Ortodoxă Română și organizată o mânăstire de maici. Deoarece în sat nu exista nici dispensar, nici școală, oamenii au părăsit pe rând localitatea, astfel că din anul 1970 aceasta a rămas pustie, majoritatea populației migrând spre orașele Medgidia, Constanța, Tulcea și București. Satul a fost propus, de către regimul comunist, spre desființare odată cu sistematizarea rurală.
În 2006, pe lângă biserica rămasă în picioare a fost înființată mănăstirea ortodoxă de maici „Intrarea Maicii Domnului în Biserică“. Așezământul are ca misiune și o activitate caritabilă și socială, aceea de a adăposti și întreține bătrâni lipsiți de posibilități, fără pensie sau cu pensii foarte mici.

Mănăstirea Colilia
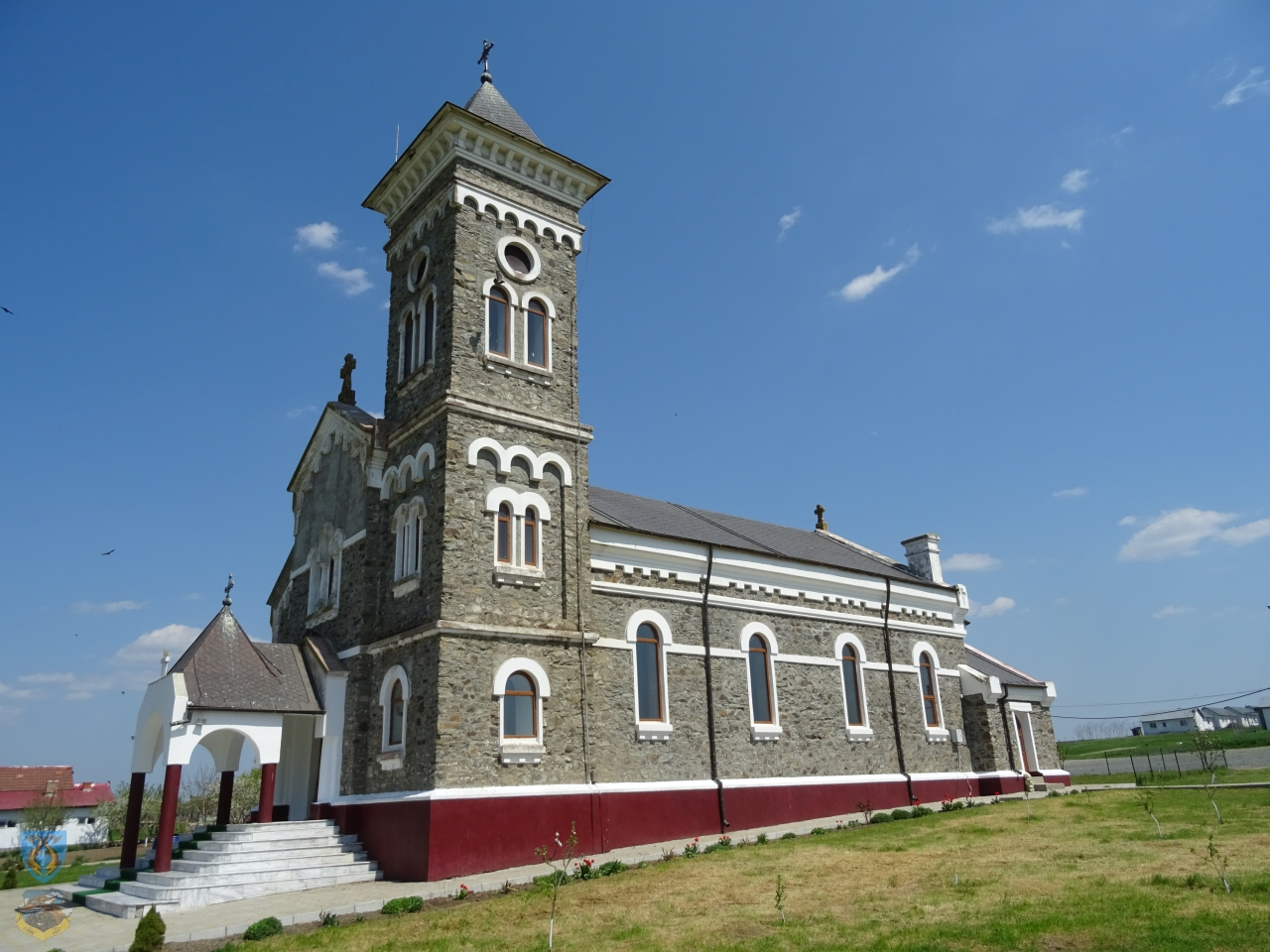
Biserica mare
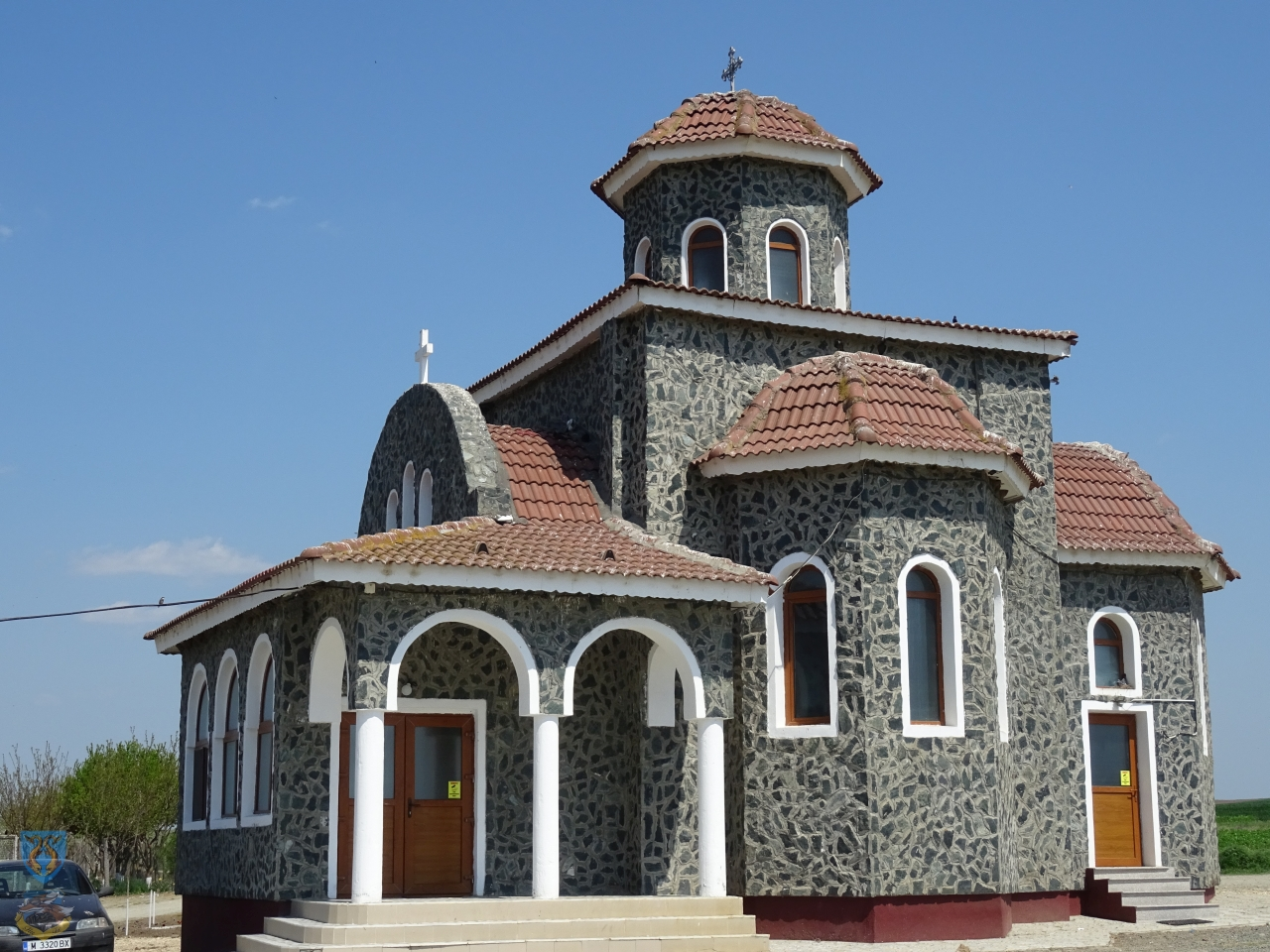
Biserica de iarnă
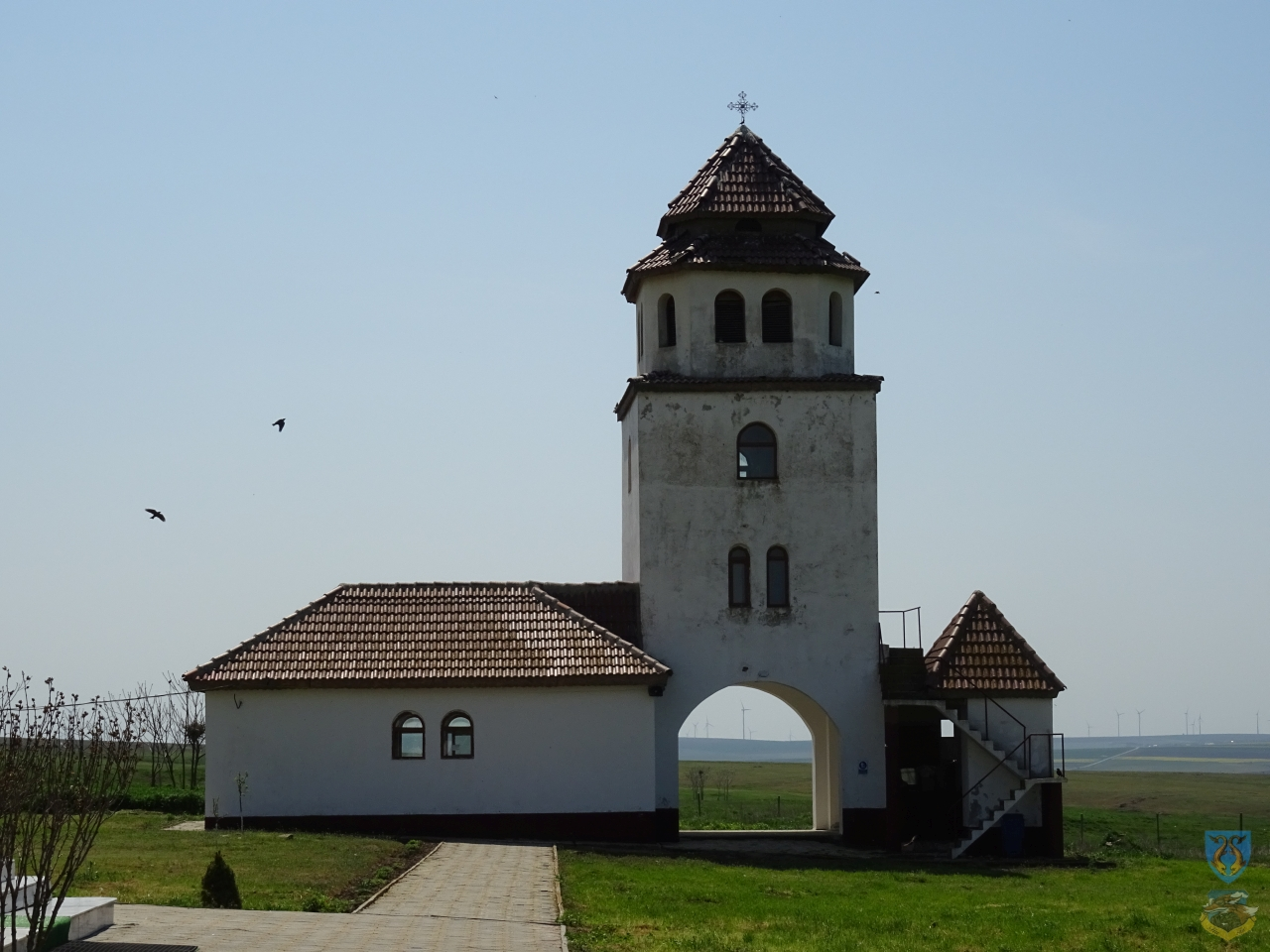
Clopotnița

## Personalități
- Rafael Haag (1895-1978), călugăr iezuit, deținut politic
- Dan Drosu Șaguna (17 Iunie 1948) – președinte al Curții de Conturi a României în perioada 2002-2008